# Нуну да Кунья
Ну́ну да Ку́нья (порт. Nuno da Cunha; 1487—1539) — 9-й губернатор Португальської Індії (1529—1538), займав цю посаду фактично три строки — найдовше серед своїх попередників та наступників. Під час свого правління утвердив португальський контроль над важливими портами в Гуджараті — Діу і Басейном (майбутній Бомбей), а також на острові Ормуз а Аденській затоці. Син португальського мореплавця Тріштана да Кунья.

## Біографія

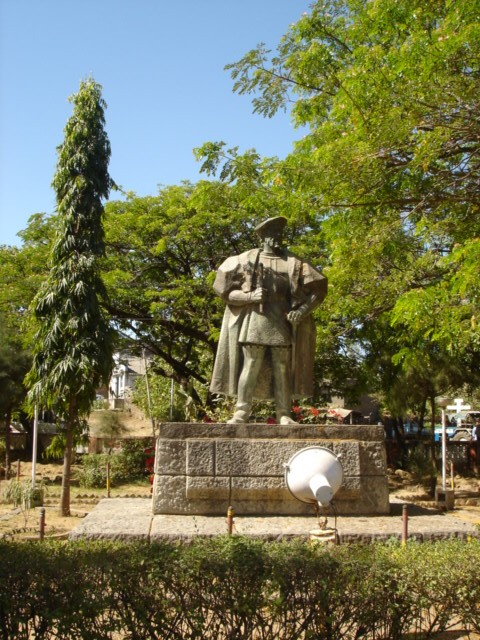
Памятник Нуну да Кунья в Діу

Перебуваючи на посаді губернатора Португальської Індії, Нуну да Кунья отримав дозвіл від султана Гуджарата Бахадур-шаха на зведення декількох фортець в Гуджараті — зокрема на о. Діу, о. Бомбей та Басейні. За це Нуну обіцяв Бахадур-шаху підтримати його в боротьбі з Імперією Великих Моголів. Коли військо Великих Моголів відступило з Гуджарату, Бахадур-шах вирішив позбутись португальців. В 1537 році Нуну да Кунья запросив Бахадур-шаха на свій корабель для проведення переговорів, в результаті яких Бахадур-шах був убитий.
Збудував фортецю в Діу та зумів утримати її за собою.
Загинув в 1539 році у кораблетрощі біля мису Доброї Надії під час повернення з Індії до Португалії.

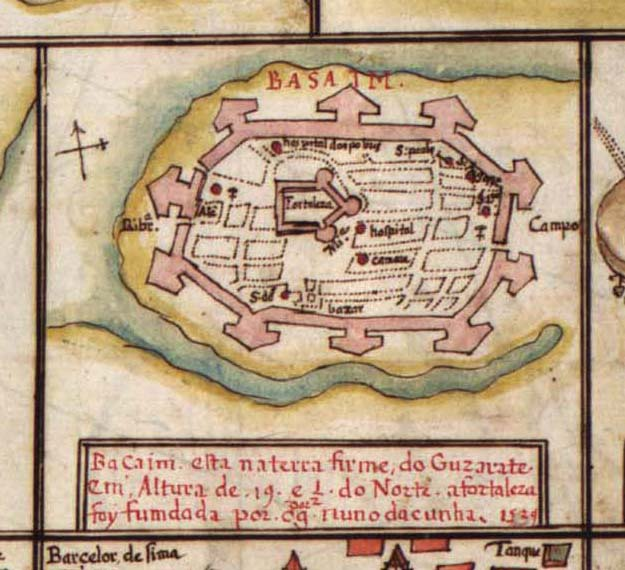
Карта форту в Басейні (1539), накреслена Нуну да Кунья

Його ім'я увічнив в своїй поемі Лузіади Луїс де Камойнш.